# Батмобил
Батмобилът (на английски: Batmobile) е измисленият личен автомобил на комиксовия супергерой Батман.
Създаден е от писателя Бил Фингър и художника Джери Робинсън и прави първата си поява в „Detective Comics“ бр. 27, май 1939 г. Колата следва развитието на героя в комиксите, телевизията и филмите.

## Техническо описание
Стандартните екстри на превозно средство включват лазерно оръдие, тежкобронирани шаси, ядрена бомба, закрепена за задницата, бутон за повикване на Супермен за подкрепление, високо-оборотен двигател, понякога и с ракетни ускорители за повишаване на скоростта, специални устройства за по-голяма маневреност, и закачени оръжия за изваждане на превозни средства от строя и премахване на пречки. В допълнение, автомобилът има и високоинтелигентен компютър, с връзка към главния копютър в Батпещерата, функция за дистанционно управление, принадлежности за разследване и малък личен хеликоптер, намиращ се в багажника – Уърлибат.
Батмобилът се променя многократно през десетилетията. В ранния период от кариерата на Батман Батмобилът е модифициран седан с броня, но в днешни дни се е развил в технологично напреднал, построен по поръчка автомобил.
Понякога колата е описвана като захранвана от ядрено отделяне на енргия от електричество. Тази част е от списъка за бърза справка на запалването от сериала от 60-те („Атомни батерии – включени. Турбини – включени!“). Също така, в „Батман се завръща“, един от плановете на Пингвина да убие Батман е да превърне Батмобила във „водородна бомба на гуми“.